# 79694 Nanrendong
79694 Nanrendong è un asteroide della fascia principale. Scoperto nel 1998, presenta un'orbita caratterizzata da un semiasse maggiore pari a 2,5337920 au e da un'eccentricità di 0,2201073, inclinata di 3,14628° rispetto all'eclittica.